# Club Náutico de Roma
El Club Náutico de Roma (CNR) es un club náutico privado situado en Roma, Italia. Su presidente es Claudio Gorelli.

## Historia
Fue fundado en noviembre de 2006.

## Actividad
Además de promover actividades culturales y sociales, su objetivo es la promoción de los deportes de la vela, la pesca deportiva, el buceo y la motonáutica.

## Competición
El club se convirtió en el Challenger Of Record de la edición de 2013 de la Copa América, pero renunció a participar en una decisión sin precedentes.